# Al Mirqab

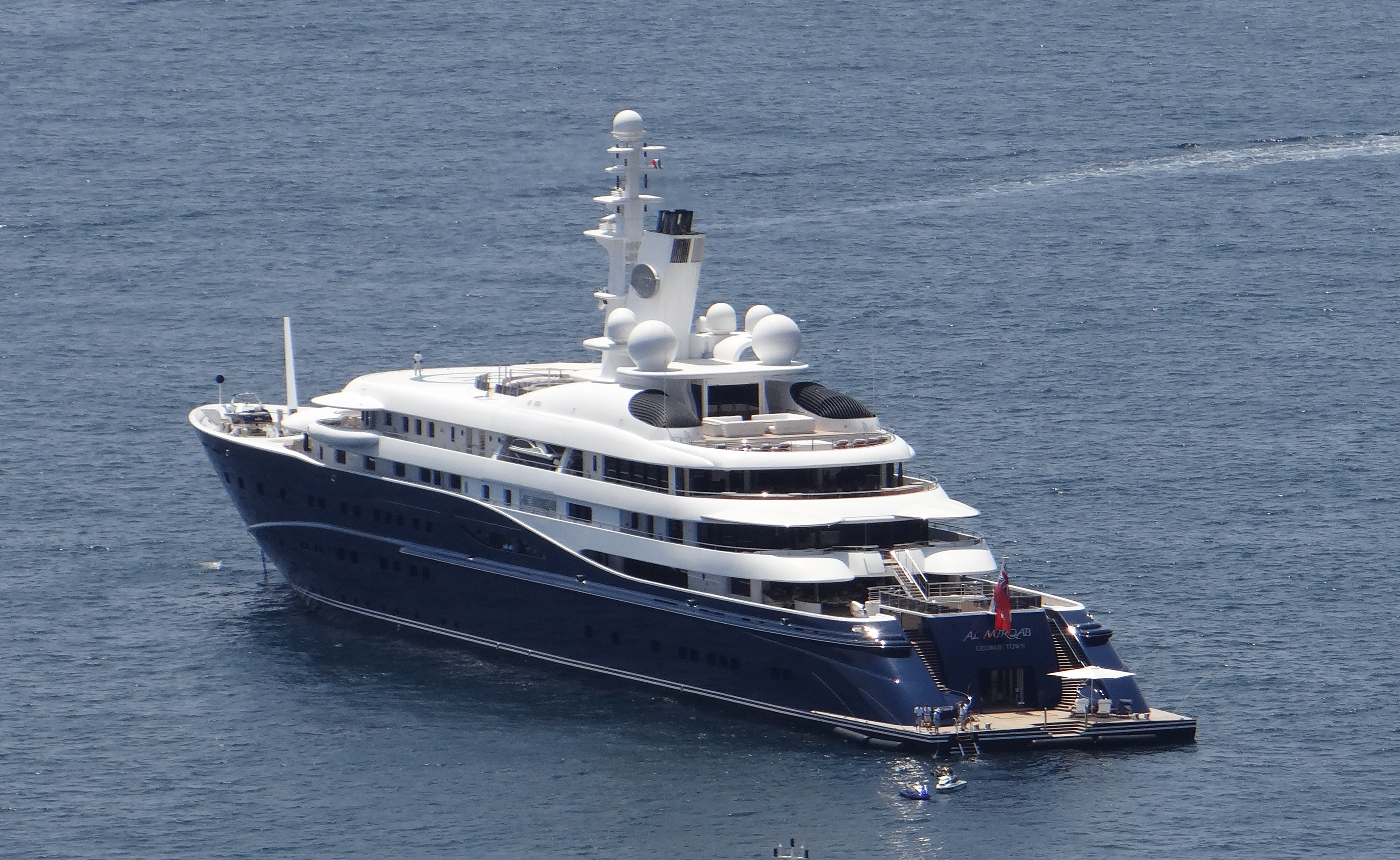
Al Mirqab vor Capri

Die Al Mirqab ist eine Megayacht. Die 133 Meter lange Yacht steht auf Platz 24 (Stand: März 2023) der Liste der längsten Motoryachten.

## Geschichte
Die Al Mirqab wurde 2004 in Auftrag gegeben. Entworfen wurde sie von Kusch Yachts, die Außenanlagen gestaltete Tim Heywood. Zu Beginn trug sie den Projektnamen Project May. Gebaut wurde die Yacht bei Peters Schiffbau im schleswig-holsteinischen Wewelsfleth. Der Bau dauerte vier Jahre und wurde von 700 Spezialisten aus ganz Europa durchgeführt.
Nach ihrer Fertigstellung 2008 erfolgten die Testfahrten der Yacht in der Bucht vor Eckernförde bei Kiel. 

## Eigentümer
Bis die Panama Papers im Jahre 2016 die Hintergründe enthüllten, galt der ehemalige Emir von Katar, Hamad bin Chalifa Al Thani, als Eigentümer. Aus den Panama Papers geht hervor, dass die Yacht für eine Briefkastenfirma namens „Trick One Limited“ gebaut wurde, hinter der offenbar Hamad ibn Dschasim ibn Dschabr Al Thani steht.

## Einrichtung
Die Inneneinrichtung wurde von Andrew Winch Designs entworfen. Die Yacht verfügt über einen Hubschrauberlandeplatz inklusive einer EC 155, einen Miniatur-Pool auf Deck, eine Bibliothek, einen Wellnessbereich, einen Gäste-Speisetisch, ein Herrenzimmer und ein Kino.

## Auszeichnungen
Das Schiff gewann den Titel „Motoryacht des Jahres“ 2009 noch vor der A.